# Henry François Athanase Wlgrin de Taillefer
Henry François Athanase de Taillefer, dit Wlgrin de Taillefer, est un militaire, numismate, archéologue et historien français, né au château de Barrière à Villamblard le 23 avril 1761, et mort à Périgueux le 2 février 1833 .

## Biographie
Henry François Athanase de Taillefer est le fils d'Henri Jacques de Taillefer (1739-1805), marquis de Barrière et de Vern, comte de Roussille, seigneur de Breuil, Égliseneuve, Marsaneix, etc., et de Suzanne-Thérèse d'Arlot de Frugie de la Roque, fille de Jacques d'Arlot de Frugie de la Roque, comte de la Roque, seigneur d'Ajat, Bauzens, Fages, le Bousquet, Mas, etc., lieutenant des armées du roi, et de Marie-Thérèse de Hautefort.
Il s'est fait appelé Wlgrin de Taillefer en hommage à son ancêtre Wlgrin (Wlgrin se prononce « Woulgrin », aussi écrit Vulgrin), comte d'Angoulême et de Périgord. 
Il entre comme lieutenant au régiment Royal-Pologne, le 10 août 1777. Il est nommé capitaine au régiment-Royal-Cravates, cavalerie, le 12 juillet 1781. Il fait ses preuves pour monter dans les carrosses du roi et a l'honneur de chasser avec le roi en 1783.
Passionné par l'histoire et l'archéologie locales, il constitue très jeune dans son château de Barrière un « cabinet d’antiques » où il rassemble des pièces de monnaie, des médailles, des bronzes gaulois et des pierres sculptées gallo-romaines. 
La Révolution l'oblige à émigrer en Allemagne pendant dix ans avant de revenir en France. Avant de quitter la France, étant commandant de la garde nationale de Villamblard, il réunit les gardes nationaux pour leur faire ses adieux. Le prince de Condé en fait son aide de camp à Worms, en 1791. Il commande une compagnie du corps de cavaliers de la Couronne en 1795. Il est colonel de cavalerie, le 6 janvier 1798. Pour subsister, il doit vendre une partie de sa collection. 
Il revient en France après le couronnement de Napoléon Ier. Il retrouve le château de Barrière, à Villamblard, un peu dégradé. Les monnaies, les pierres et les tableaux qu'il y avait laissés ont disparu. Il s'aperçoit qu'un de ses anciens hommes d'affaires avait emporté chez lui une partie des objets du château et s'emporte contre lui. Ayant perdu une grande partie de ses biens, il se retire dans une petite maison à Périgueux où il continue ses recherches sur les antiquités de Vésone commencées avant la Révolution. Vers 1812, il rencontre M. de Mourcin et entreprend avec lui des recherches archéologiques à Vésone. Il vend le château de Villamblard en 1809 et achète le terrain autour de la tour de Vésone.
Il est nommé maréchal de camp et armées du roi, le 2 janvier 1817.

## Famille
- Henri Jacques de Taillefer (1739-1805) marié en 1759 avec Suzanne-Thérèse d'Arlot de Frugie de la Roque ;
  - Marguerite Thérèse Fortunée de Taillefer (1760- ) mariée, en 1780, avec Guillaume Joseph de Lartigue de Casaux ;
  - Henri François Athanase Wlgrin de Tailler (1761-1833) marié en premières noces, en 1800, avec  Marie Hyppolite Bulté ( -1812), en secondes noces, en 1814, avec  Charlotte Pauline Henriette de Lostanges (1786-1815), veuve de M. de Saint-Mesme, et en troisièmes noces, en 1822, avec Julie Élisabeth Geneviève Bretelz, d'où :
    - de son premier mariage, Suzanne Thérèse Jacquette Alaï Wlgrin de Taillfer (1808-1825) ;
    - de son deuxième mariage, Suzanne Thérèse Henriette Isabelle Wlgrin de Taillefer (1815-1886), mariée en 1832 avec François Louis de Lestrade de Conty (1813-1889)
    - de son troisième mariage, Charles Alduin Bertrand Christian de Taillefer (1818-1885), légitimé en 1822, marié en premières noces en 1838 avec Sidonie de Lestrade, et en secondes noces, en 1869, avec Félicie Tailhardat de Maisonneuve, veuve du comte Raymond de Beauroye de Villac.

## Publications
- L'architecture soumise au principe de la nature et des arts, ou essai sur les moyens qui peuvent rapprocher les trois architectures d'une unité théorique et pratique, chez L. Canler, Périgueux, 1804 (lire en ligne)
- Antiquités de Vésone , cité gauloise remplacée par la ville actuelle de Périgueux, description des monumens précédée d'un Essai sur les Gaulois, chez Dupont, Périgueux, 1821, tome 1, ou sur Google
- Antiquités de Vésone , cité gauloise remplacée par la ville actuelle de Périgueux, description des monumens précédée d'un Essai sur les Gaulois, chez Dupont, 1826, Périgueux, tome 2, ou sur Google